# DW Stadium
Het DW Stadium is een stadion, gelegen op het Robin Park Complex in Wigan, Greater Manchester. Het is zowel het stadion van de voetbalclub Wigan Athletic als van de rugbyploeg de Wigan Warriors. Het stadion is genoemd naar de hoofdsponsor, DW Sports-Fitness.Com (wiens directeur, David Whelan, de eigenaar is van beide clubs). Voorheen heette het stadion JJB stadium, naar de sportspeciaalzaak JJB Sports, van diezelfde Whelan.

## Geschiedenis
Het stadion werd geopend op 4 augustus 1999, en kostte 30 miljoen pond. Het is een modern stadion met enkel zitplaatsen en een capaciteit van 25.000 plaatsen. Het stadion werd geopend met een vriendschappelijke wedstrijd tussen Wigan Athletic en Manchester United, de toenmalige Champions League winnaar. De eerste competitiewedstrijd in het (toenmalige) JJB Stadium werd gespeeld op 7 augustus 1999, toen Wigan Athletic tegen Scunthorpe United speelde in de 2e divisie. Simon Haworth scoorde twee keer, en werd daarmee de eerste speler die in een competitiewedstrijd in het (toenmalige) JJB Stadium scoorde. De wedstrijd eindigde in 3-0 voor de thuisploeg. De eerste wedstrijd van de Wigan Warriors vond plaats op 10 september 1999, tegen Castleford Tigers.
Op 7 maart 2005 maakte de politie van Greater Manchester bekend dat ze zouden stoppen met de politiebegeleiding van de wedstrijden van Wigan Athletic vanaf 2 april 2005. Dit zou vrijwel zeker betekenen dat het veiligheidscertificaat van het stadion zou worden ingetrokken, waardoor Wigan achter gesloten deuren zou moeten spelen. De politie deed dit omdat ze een conflict hadden met voorzitter Whelan, over £300,000 aan onbetaalde politiekosten. De beslissing zou geen effect hebben op de Wigan Warriors, die gebruik maakten van stewards in plaats van politie. De situatie werd tijdelijk opgelost toen op 8 maart 2005 een verdrag werd gesloten tussen beide zijdes, waarin stond dat Wigan tot het eind van het seizoen door kon blijven spelen. 4 maanden later, toen bleek dat Wigan het risico liep het volgende seizoen Premier League-wedstrijden te moeten spelen in een leeg stadion, werd het geld alsnog overgemaakt. Onder protest, en Wigan spande een zaak aan die sowieso in 2006 nog liep.

## Records (Voetbal en rugby)
Recordaantal toeschouwers (voetbal): 25.023 tegen Liverpool, 11 februari 2006 (Premier League)
Recordaantal toeschouwers (rugby): 25.004; Engels nationaal rugbyteam tegen Australisch nationaal rugbyteam, 13 november 2004

### Gemiddeld aantal toeschouwers
Wigan Warriors:
- 2000: 10.536 in de Super League
- 2001: 11.334 in de Super League
- 2002: 10.436 in de Super League
- 2003: 10.387 in de Super League
- 2004: 12.434 in de Super League
- 2005: 13.894 in de Super League

Wigan Athletic:
- 2000/2001: 6.774 in de Football League Two
- 2001/2002: 5.771 in de Football League Two
- 2002/2003: 7.283 in de Football League Two
- 2003/2004: 9.530 in de Football League One
- 2004/2005: 11.155 in de Football League Championship
- 2005/2006: 20.904 in de Premier League